# Aksel Treimann

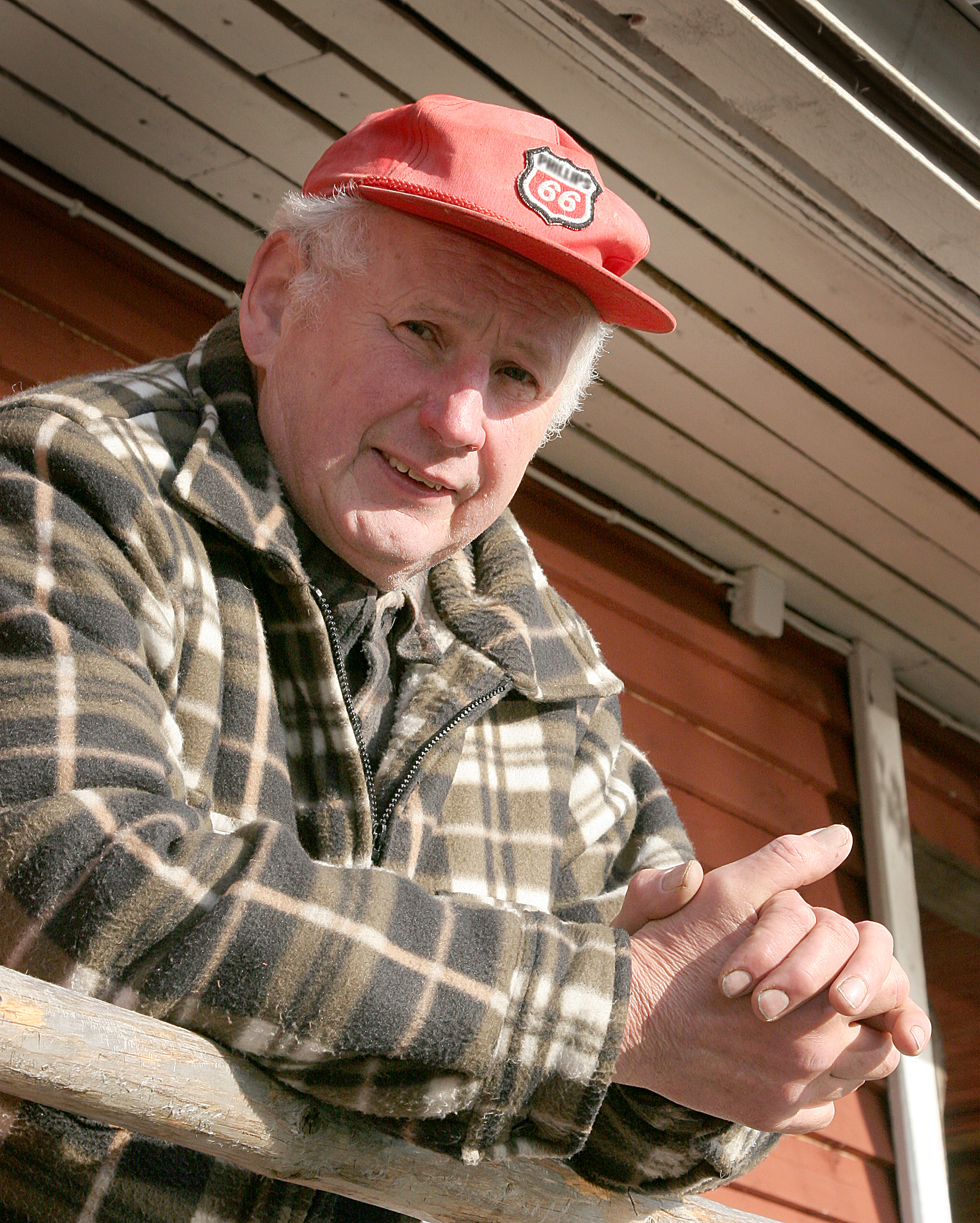
Aksel Treimann (2007)

Aksel Treimann (* 31. Januar 1944 in Pärnu; † 20. Februar 2012) war ein estnischer Unternehmer. 1992 war Treimann estnischer Industrie- und Energieminister in der kurzlebigen (Übergangs-)Regierung von Ministerpräsident Tiit Vähi.

## Leben und Unternehmertum
Aksel Treimann schloss 1962 die Schule in seiner Heimatstadt Pärnu ab. 1968 beendete er sein Studium als Chemieingenieur am Polytechnischen Institut in der estnischen Hauptstadt Tallinn (heute Technische Universität Tallinn).
Von 1974 bis 1978 war er als Assistent und Dozent tätig. Von 1978 bis 1988 war er Direktor der renommierten estnischen Brauerei Saku. In den Jahren 1988 bis 1990, der Zeit von Glasnost und Perestroika, war Treimann stellvertretender Leiter des Unternehmens Eesti ATK. 1990/91 leitete er den estnischen Lebensmittelproduzenten Asto. Von 1991 bis 1993 war Treimann erster Präsident des Zentralverbands der estnischen Industrie(Eesti Tööstuse Keskliit).
Vom 30. Januar bis zum 21. Oktober 1992 war Treimann Minister für Industrie und Energie in der demokratischen (Übergangs-)Regierung von Ministerpräsident Tiit Vähi, die hauptsächlich aus Technokraten bestand. 1992 trat er der liberalen Estnischen Koalitionspartei (Eesti Koonderakond) bei.
Im wieder unabhängig gewordenen Estland bleib Aksel Treimann ein vielseitiger Unternehmer. Er war unter anderem Mitglied des Aufsichtsrats des Ölschieferunternehmens Kiviter in Kohtla-Järve, Vorsitzender des Aufsichtsrats des metallurgischen und Chemie-Unternehmens Silmet, Mitglied des Aufsichtsrats des holzwirtschaftlichen Unternehmens Viisnurk und Aufsichtsratsmitglied der Aktiengesellschaft AS Moka.